# Хемелсут, Морис
Мори́с Хе́мелсут (нидерл. Maurice Hemelsoet; 8 марта 1875, Гент — 29 декабря 1943, Гент) — бельгийский гребец, серебряный призёр летних Олимпийских игр 1900.
Хемелсут на Играх участвовал в соревнованиях двоек и восьмёрок. Лучшим его результатом было соревнование в команде, в котором он занимал второе место сначала в полуфинале, а потом в финале, выиграв серебряную медаль. В соревнованиях двоек, в паре с Проспером Брюггеманом, он занял третье место в полуфинале, не пройдя в заключительную гонку.